# Mauricio Hadad
Mauricio Hadad (Cali, 7 de Dezembro de 1971) é um ex-tenista profissional colombiano, seu melhor ranking de N. 78 em simples na ATP, representante da Equipe Colombiana de Copa Davis. destro, ainda venceu um ATP na carreira.

## Simples (11)
| Legenda                |
| Grand Slam (0)         |
| Tennis Masters Cup (0) |
| ATP Masters Series (0) |
| ATP Tour (1)           |
| Challengers (10)       |

| N.  | Data | Torneio   | Piso   | Oponente na final   | Placar da final |
| 1.  | 1989 | Bogota    | Saibro | Guillermo Minutella | 6–3, 6–7, 6–4   |
| 2.  | 1992 | Sevilla   | Saibro | Kenneth Carlsen     | 6–7, 6–3, 6–3   |
| 3.  | 1992 | Cali      | Duro   | Mario Visconti      | 6–1, 6–2        |
| 4.  | 1993 | Bogota    | Saibro | Sergio Cortes       | 2–6, 6–3, 6–0   |
| 5.  | 1993 | Cali      | Saibro | Nicolas Pereira     | 7–6, 7–6        |
| 6.  | 1993 | Caracas-3 | Duro   | Alex O'Brien        | 7–5, 6–4        |
| 7.  | 1994 | Bogota    | Saibro | Nuno Marques        | 6–3, 6–3        |
| 8.  | 1994 | Cali      | Saibro | Jose-Luis Noriega   | 6–2, 6–2        |
| 9.  | 1995 | Bermuda   | Saibro | Javier Frana        | 7–6, 3–6, 6–4   |
| 10. | 1996 | Medellin  | Saibro | Jaime Oncins        | 2–6, 6–3, 6–1   |
| 11. | 1997 | Cali      | Saibro | Marcello Craca      | 6–3, 7–6        |